# Nurobod, tỉnh Toshkent
Nurobod (tiếng Uzbek: Нуробод, Nurobod, tiếng Nga: Нурабад, đã Latinh hoá: Nurabad) là một khu định cư kiểu đô thị ở tỉnh Toshkent, Uzbekistan, do thành phố Angren quản lý. Dân số của thị trấn năm 2003 là 6500 người.